# Pardosa valida
Pardosa valida là một loài nhện trong họ Lycosidae.
Loài này thuộc chi Pardosa. Pardosa valida được Richard C. Banks miêu tả năm 1893.